# Múli
Múli este un oraș din Insulele Faroe.